# Гулынки (Спасский район)
Гулынки — деревня в Спасском районе Рязанской области. Входит в Михальское сельское поселение

## География
Находится в центральной части Рязанской области на расстоянии приблизительно 18 км на северо-восток по прямой от районного центра города Спасск-Рязанский на берегу озера Винтер.

## История
На карте 1840 года показана как Гулынка с 20 дворами. На карте 1850 года показана как поселение с 45 дворами. В 1859 году здесь (тогда сельцо Спасского уезда Рязанской губернии) было учтено 53 двора, в 1897 — 81.

## Население
Численность населения: 482 человека (1859 год), 552 (1897), 27 в 2002 году (русские 96 %), 3 в 2010.